# 丸山真由子
丸山 真由子（まるやま まゆこ）は、日本の作曲家、編曲家、作詞家。音楽グループHΛLの元メンバー。

## 来歴
2004年から2009年まで、音楽グループHΛLに在籍。主にキーボード・プログラミングを担当する。
浜崎あゆみ、中居正広、HIGH and MIGHTY COLOR、伊藤由奈などさまざまなアーティストの楽曲制作にサポートメンバーとして携わる。
2010年より、単独での活動を開始する。
2015年、avex主催の大型オーディション「avex GIRL’S VOCAL AUDITION」の審査員として参加する。
2016年、HΛL時代に編曲のサポートをしていた浜崎あゆみに対して、初の楽曲提供を果たす。
2021年3月5日、自身が作曲を担当した『さよならの前に』（AAA)がyoutubeで1億回再生を突破した。

## 受賞歴
日本レコード大賞 優秀作品賞
- 第56回（2014年） シングル『さよならの前に』（AAA)[2]

## 作品
i☆Ris
- シングル「Make it!」
  - 「ユメノツバサ」（作曲）
  - 「Secret Pure Love」（作曲）
- シングル「ミラクル☆パラダイス」
  - 「ココロノヲト」（作曲）
- シングル「Realize!」
  - 「ミライノナマエ」（作曲）
- アルバム「We are i☆Ris!!!」
  - 「Defy the fate」（作詞・作曲）※Mio Aoyamaとの共作詞
- シングル「ドリームパレード」
  - 「Summer Vacation Love」（作曲）
- シングル「ブライトファンタジー」
  - 「NEXTAGE」（作曲）
- アルバム「Th!s !s i☆Ris!!」
  - 「YuRuYuRuハッピーデイズ」（作曲）
- シングル「Re:Call」
  - 「鏡のLabyrinth」（作曲）
  - 「真夏の花火と秘密基地」（作曲）
- シングル「Shining Star」
  - 「Shining Star」（作詞・作曲）※森月キャスとの共作詞

藍井エイル
- シングル「GENESIS」
  - 「GENESIS」（作曲）

天ヶ瀬冬馬(寺島拓篤)
- シングル「THE IDOLM@STER SideM 49 ELEMENTS -05 Jupiter」
  - 「Tomorrow Gazer」（作曲）

アルストロメリア
- シングル「THE IDOLM@STER SHINY COLORS GR@DATE WING 05」
  - 「ダブル・イフェクト」（作曲）

飯田里穂
- アルバム「Special days」
  - 「after the rain」（作詞・作曲・編曲）
  - 「Re:start」（作曲・編曲）

イルミネーションスターズ
- シングル「THE IDOLM@STER SHINY COLORS PANOR@MA WING 02」
  - 「FELICE」（作曲）

WINWIN
- 「WINWIN体操第一」（作曲）

- 「月影哀歌」（作曲）

上坂すみれ
- シングル「EASY LOVE」
  - 「EASY LOVE」（作曲）

内田真礼
- アルバム「Drive-in Theater」
  - 「Moment」（作曲）

urata naoya（AAA）
- アルバム「unlock」
  - 「真実」（作曲）

AKB48 チームA
- アルバム「ここにいたこと」
  - 「Overtake」（編曲）

AKB48 チームサプライズ
- 「バラの儀式」公演
  - 「夢を見るなら」（作曲・編曲）

HKT48
- アルバム「アウトスタンディング」
  - 「あっけない粉雪」（作曲）

X21
- シングル「鏡の中のパラレルガール」
  - 「Dear. Darlin'」（作曲）
- シングル「Friday Night Party」
  - 「My Darling」（作曲）※渡辺徹・日比野裕史・大西克巳との共作曲
- シングル「デスティニー」
  - 「Code of Canon」（作曲）※渡辺徹・日比野裕史・大西克巳との共作曲

NMB48 白組
- シングル「オーマイガー!」
  - 「結晶」（作曲・編曲）

lol-エルオーエル-
- シングル「ONE LAST SONG」
  - 「ONE LAST SONG」（作曲）

大橋歩夕
- アルバム「ストライクウィッチーズ劇場版 秘め歌コレクション１」
  - 「PI・PI・PIANO」（作曲）

奥井雅美
- アルバム「ソフィア」
  - 「THE COUNTDOWN」（作曲・編曲）

加藤和樹
- アルバム「LiberationBOX」
  - 「エール」（作曲）

叶
- アルバム「夜明かし」
  - 「K/D Dance Hall」（作曲）

Café Parade [神谷幸広(CV.狩野 翔), 東雲荘一郎(CV.天﨑滉平), アスラン＝ベルゼビュートⅡ世(CV.古川 慎), 卯月巻緒(CV.児玉卓也), 水嶋 咲(CV.小林大紀)]
- シングル「THE IDOLM@STER SideM GROWING SIGN@L 04 Café Parade」
  - 「Pavé Étoiles」（作曲）
  - 「Teatime Cliché」（作曲）

神谷浩史
- シングル「BRAND NEW WAY」
  - 「BRAND NEW WAY」（作曲）

川上大輔
- シングル「永遠に覚めない夢」
  - 「幸せのカタチ」（作曲）

KinKi Kids
- アルバム「M album」
  - 「もう君だけは離さない」（編曲）

ClariS
- シングル「ナイショの話」
  - 「I'm in love」（作詞・作曲・編曲）
- アルバム「BIRTHDAY」
  - 「メモリー」（作詞・作曲・編曲）
  - 「graduation」（作詞・作曲・編曲）※湯浅篤との共編曲
  - 「zutto」（作曲・編曲）
- シングル「Wake Up」
  - 「Wake Up」（作詞・作曲・編曲） - もやしもん リターンズオープニングテーマ
- アルバム「SECOND STORY」
  - 「HANABI」（作詞・作曲・編曲）
  - 「with you」（作詞・作曲・編曲） - PS Vitaゲーム「エクステトラ」主題歌
  - 「eternaly」（作詞・作曲・編曲）
- シングル「カラフル」
  - 「Pieces」（作詞・作曲・編曲）
- アルバム「PARTY TIME」
  - 「RESTART」（作詞・作曲・編曲）
  - 「Orange」（作詞・作曲・編曲）
- アルバム「ClariS 〜SINGLE BEST 1st〜」
  - 「Clear Sky」（作詞・作曲・編曲）
- シングル「Prism」
  - 「SECRET」（作詞・作曲・編曲）
- アルバム「SPRING TRACKS -春のうた-」  
  - 「赤いスイートピー」（編曲）※松田聖子の同名楽曲のカバー
- シングル「again」
  - 「again」（作詞・作曲・編曲）
- アルバム「Fairy Castle」
  - 「ウソツキ」（作詞・作曲・編曲）
- シングル「CheerS」
  - 「ねがい」（作詞・作曲・編曲）
- アルバム「SUMMER TRACKS -夏のうた-」
  - 「恋のバカンス」（編曲）※ザ・ピーナッツの同名楽曲カバー
- アルバム「ClariS 10th Anniversary BEST - Green Star -」
  - 「PRECIOUS」（作詞・作曲・編曲）
- シングル「ケアレス」
  - 「Starry」（作詞・作曲・編曲）
- アルバム「Parfaitone」
  - 「missing you」（作詞・作曲・編曲）
  - 「瞳の中のローレライ」（編曲）
- シングル「ALIVE」
  - 「忘れてもいいよ」（作詞・作曲・編曲）
- シングル「Masquerade」
  - 「It's showtime!!」（作詞・作曲・編曲）
- アルバム「WINTER TRACKS ‐冬のうた-」
  - 「White Love」（編曲）
- シングル「コイセカイ」[3]
  - 「Blue Canvas」（作詞・作曲・編曲）
  - 「君がいると」（作詞・作曲・編曲）
- シングル「ふぉりら」
  - 「君色」（作詞・作曲・編曲[4]）
- シングル「アンダンテ」
  - 「サクラ・インカーネーション」（作詞・作曲・編曲）
- アルバム「AUTUMN TRACKS ‐秋のうた‐」
  - 「風は秋色」（編曲）※松田聖子の同名楽曲カバー
- アルバム「ClariS 〜SINGLE BEST 2nd〜」
  - 「Clear Sky -2024-」（作詞・作曲・編曲）
  - 「Evergreen」（作詞・作曲・編曲）

栗林みな実
- アルバム「JEWERLY BOX」
  - 「Ace of Swords」（作曲・編曲）

黒崎真音
- アルバム「MAON KUROSAKI BEST ALBUM -M.A.O.N.-」
  - 「僕はこの世界に恋をしたから」（作曲・編曲）

小坂りゆ
- オムニバス「スカイガールズ〜オープニングテーマ「Baby's Tears/小坂りゆ」＆オリジナルサウンドトラック〜」
  - 「Baby's Tears」（編曲）※HΛL Additional Prog.との共編曲 - スカイガールズオープニングテーマ

小清水亜美
- アルバム「ストライクウィッチーズ劇場版 秘め歌コレクション2」
  - 「SPEEDSTER」（作曲）

コタニキンヤ.
- アルバム「NATIVE」
  - 「silent scene」（編曲）※清水武仁との共編曲
- アルバム「Continuation」
  - 「Continuation」（作曲・編曲）

XAI
- シングル「WHITE OUT」
  - 「はじまりのうた」（作曲・編曲）

佐々木喜英
- アルバム「NeΦ Vocalism」
  - 「VENUS」（編曲）
  - 「Verticordia〜別れの歌〜」（編曲）

ジャニーズWEST
- シングル「ええじゃないか」
  - 「その先へ・・・」（編曲）
- アルバム「WESTival」
  - 「乗り越しラブストーリー」（編曲）

JAMOSA
- アルバム「LOVE AIN'T EASY」
  - 「LOVE AIN'T EASY」（作曲）

Swish
- シングル「Link」
  - 「Link」（作曲）

SUPER☆GiRLS
- シングル「プリプリ♥SUMMERキッス」
  - 「プリプリ♥SUMMERキッス」（作曲）
- シングル「空色のキセキ」
  - 「Catch The Dream」（作曲）
- アルバム『SUPER★CASTLE』
  - 「GLORY」（作曲）
- アルバム『超絶★学園 〜ときめきHighレンジ!!!〜』
  - 「青春キラリ」（作詞・作曲）※BOUNCEBACKとの共作詞

スタプラ!星華学院芸能部team.アルタイル
- シングル「脳内ONLY」
  - 「脳内ONLY」（作曲）
  - 「うさみみ・の・そらみみ」（作曲）

ZONE
- シングル「Treasure of the heart 〜キミとボクの奇跡〜」
  - 「Treasure of the heart 〜キミとボクの奇跡〜」（作曲・編曲）

園崎未恵
- アルバム「ストライクウィッチーズ劇場版 秘め歌コレクション3」
  - 「願い〜I believe〜」（作曲）

貴水博之
- アルバム「Gimmick Zone」
  - 「Thin Moon」（作曲）
  - 「Everyday」（作曲）※渡辺徹・日比野裕史・大西克巳との共作曲

TIKi（諸星すみれ）
- アルバム「幻影異聞録#FE ボーカルコレクション」
  - 「幻じゃない世界」（作曲）

Chubbiness
- アルバム「We are Chubbiness！」
  - 「夢、描く場所」（作曲・編曲）

ウルトラ超特急
- シングル「Starlight」
  - 「Starlight」（作詞・作曲・編曲）

富田麻帆
- アルバム「ネ申曲を歌ってみた」
  - 「宇宙で恋は☆るるんルーン」（編曲）※ルーンエンジェル隊の同名楽曲のカバー

巴山萌菜
- アルバム「HENSUKI JUKE BOX」
  - 「cheering×cheering」（作曲）

AAA
- シングル「さよならの前に」
  - 「さよならの前に」（作曲）
- シングル「ぼくの憂鬱と不機嫌な彼女」
  - 「ぼくの憂鬱と不機嫌な彼女」（作曲）
- シングル「アシタノヒカリ」
  - 「アシタノヒカリ」（作曲）
- アルバム「WAY OF GLORY」
  - 「Calling」（作曲）

中山優馬
- シングル「Missing Piece」
  - 「Missing Piece -Piano Instrumental-」（編曲）

ナンチュエンママ (南拳媽媽)
- アルバム「All New Attack (拳新出擊)」
  - 「心中的太陽」（作曲）※AAAの楽曲「さよならの前に」のカバー

南條愛乃
- アルバム「サントロワ∴ 」
  - 「誇ノ花」（作曲・編曲）
  - 「・R・i・n・g・」（作曲・編曲）
- シングル「君のとなり わたしの場所」
  - 「わガまま♡ブれいん」（編曲）
- アルバム「LIVE A LIFE」
  - 「君との音色」（作曲・編曲）
- アルバム「A Tiny Winter Story」
  - 「A Tiny Winter Story」（作曲・編曲）
- アルバム「ジャーニーズ・トランク」
  - 「最初の10歩」（作曲・編曲）
  - 「雨音と潮騒」（作曲・編曲）

ミュージカル『刀剣乱舞』 ㊇ 乱舞野外祭
- 「始まりの風」（作詞・作曲）※leonn・BOUNCEBACK・小松レナ・Mio Aoyama・kenko-pとの共作曲

ミュージカル『刀剣乱舞』 〜花影ゆれる砥水
- 「Rainy…」（作詞・作曲）※BOUNCEBACK・Mio Aoyamaとの共作曲

ミュージカル『刀剣乱舞』 〜陸奥一蓮〜
- 「百花絢爛」（作詞・作曲）※BOUNCEBACK・Mio Aoyama・kenko-pとの共作曲

にゅるズ
- シングル「はじまりは隣の席でした」
  - はじまりは隣の席でした（作詞）

乃木坂46
- シングル「今、話したい誰かがいる」
  - 「嫉妬の権利」（作曲・編曲）

Honey L Days
- シングル「リスタート」
  - 「リスタート」（作曲）
  - 「Winter Melody」（作曲）

浜崎あゆみ
- アルバム「M(A)DE IN JAPAN」
  - 「Summer Love」（作曲）
- アルバム「TROUBLE」
  - 「WORDS」（作曲）

VALSHE
- シングル「TRIP×TRICK」
  - 「my name is…」（編曲）
- ミニアルバム「Storyteller II 〜the Age Limits〜」
  - 「WISHLIST」（編曲）
- シングル「BLESSING CARD」
  - 「Responsive」（編曲）
- ミニアルバム「ジツロク・クモノイト」
  - 「ジツロク・クモノイト」（編曲）
  - 「暗い夜の行き路」（編曲）
- アルバム「DISPLAY -Now & Best-」
  - 「crash! -REBIRTH-」（編曲）

日向坂46
- シングル「ってか」
  - 「酸っぱい自己嫌悪」（作曲・編曲）

姫神CRISIS
- シングル「鏡花水月」
  - 「鏡花水月」（作曲・編曲）

Beit ＆ 神速一魂
- シングル「THE IDOLM@STER SideM F＠NTASTIC COMBINATION ～HEARTMAKER!!!!～ -SPIRIT'S WAY- 神速一魂」
  - 「ONE LIFE」（作曲）

放課後クライマックスガールズ・アルストロメリア
- シングル「THE IDOLM@STER SHINY COLORS Song for Prism 裸足じゃイラレナイ / 明日もBeautiful Day」
  - 「明日もBeautiful Day」（作曲）

堀江由衣
- アルバム「文学少女の歌集Ⅲ-文学少女と夜明けのバス停-」
  - 「遠雷」（作曲）

MACO
- アルバム「love letter」
  - 「love letter」（作曲・編曲）
- アルバム「交換日記」
  - 「Dear Angel」（作曲・編曲）

水樹奈々
- シングル「Destiny's Prelude」
  - 「Invisible Heat」（作曲）
- アルバム「NANA ACOUSTIC ONLINE」
  - 「Invisible Heat（NANA ACOUSTIC ONLINE Ver.）」（作曲）

宮脇詩音
- アルバム「GIRL」
  - 「坂道」（作曲）
  - 「心の隙間」（作曲）
  - 「もう一度 〜restart〜」（作曲）

M!LK
- アルバム「Juvenilizm-青春主義-」
  - 「last moment」（作詞・作曲・編曲）

村川梨衣
- アルバム「新ワールドウィッチーズシリーズ 秘め歌コレクション特別版 ヘルシンキ篇」
  - 「PI・PI PIANO」（作曲）

ライフリング4（小倉ひかり（Machico）、渋沢泉水（熊田茜音）、姪浜エリカ（南早紀）、五十嵐雪緒（八巻アンナ））
- アルバム「GO! GO! Music vol.2」
  - 「higher and higher!」（作曲）

Liella!
- シングル「未来予報ハレルヤ！/Tiny Stars 」
  - 「1.2.3！」（作曲）
- シングル「WE WILL!!」
  - 「スター宣言」（作曲）

リムル（岡咲美保）、三上悟（寺島拓篤）
- 「転生したらスライムだった件 〜Harvest Festival〜 スペシャルCD」
  - 「CALL YOUR NAME」（作曲）

## 外部サイト
- 丸山真由子 公式サイト
- 丸山真由子 公式ブログ
- 丸山真由子 (@maruchi1122) - X（旧Twitter）
- 丸山真由子｜avex management Web - エイベックス・マネジメントによるプロフィール